# Christuskirche (Hesepe)
Die evangelisch-lutherische Christuskirche ist die Kirche der Christuskirchengemeinde Hesepe-Sögeln-Rieste. Neben ihr gibt es noch eine Kapelle (Emmauskapelle) in der Gemeinde Rieste, die ebenfalls zum Pfarramt gehört.

## Geschichte
Die Christuskirche wurde 1965 erbaut und eingeweiht – drei Jahre zuvor wurde der Bau des heute neben der Kirche stehenden Gemeindehauses, in dem zunächst auch die Gottesdienste stattfanden, abgeschlossen. Am 6. Dezember 2015 feierte die Kirche ihr 50-jähriges Bestehen unter Anteilnahme zahlreicher regionaler Persönlichkeiten.

## Architektur und Ausstattung
Gemeindehaus und Kirche stehen parallel zueinander, der Glockenturm ist als Campanile ausgeführt und steht, mit Blick auf den Haupteingang der Kirche, rechts auf einer kleinen Freifläche, ist mit einem kupfernen Zeltdach verkleidet und verfügt über zwei Stahlglocken mit den Schlagtönen c und d. Turm, Kirche wie auch das Gemeindehaus sind aus Beton und – an der Fassade erkennbar – hauptsächlich roten Klinkersteinen errichtet. Die Turmspitze ist mit Kupfer gedeckt.
Das Innere der Kirche ist schlicht gestaltet, die Wände sind weiß gekalkt. Das Kirchendach wird durch im Innern sichtbare Stützen aus Holz getragen. Ein Glasfenster über dem Taufbecken zeigt „Die Gegenwart Christi im Abendmahl“ als Motiv. Ein weiteres großes zweigeteiltes Fenster an der Kirchenrückwand, das sich oberhalb der Orgelempore befindet, stellt Jesu Flucht nach Ägypten (Matthäus 2,13 ) dar. Unterhalb der Orgelempore sieht man zudem den segnenden Christus. Im Altarraum befindet sich ein großes Holzkreuz, in das eine Dornenkrone eingeschnitzt ist.

## Orgel
Die Orgel stammt aus der Werkstatt Kreienbrink. Es handelt sich um ein in dieser Form häufiger gebautes Instrument, das nicht direkt in die Architektur der Kirche eingepasst ist, sondern eher als Möbelblock auf der Empore steht. Die Disposition beinhaltet im Hauptwerk Gedackt 8′, Prinzipal 4′, Mixtur; im Nebenwerk (auf derselben Lade) Stillgedackt 8′, Rohrflöte 4′, Prinzipal 2′ und Sesquialtera; im Pedal Subbass 16′ und Pommer 4′.